# La ambiciosa (película de 1955)
La ambiciosa es una película mexicana dirigida por Alfredo B. Crevenna en el año 1955 y rodada en B/N en formato 35 mm. Es de destacar que esta película fue víctima de la censura española.

## Argumento
Una seductora y hermosa joven causa la ruina de un matrimonio al interponerse entre un hombre de negocios y su esposa.

## Producción
Como protagonistas tuvo a Sara Montiel, Jorge Martínez de Hoyos y Raúl Ramírez. El guion fue creado por Luis Spota y José Revueltas.